# Неса (Ґілян)
Неса (перс. نسا) — село в Ірані, у дегестані Масаль, у Центральному бахші, шагрестані Масал остану Ґілян. За даними перепису 2006 року, його населення становило 167 осіб, що проживали у складі 40 сімей.

## Клімат
Середня річна температура становить 13,45 °C, середня максимальна – 27,59 °C, а середня мінімальна – -0,57 °C. Середня річна кількість опадів – 575 мм.
| Клімат поселення                              | Клімат поселення | Клімат поселення | Клімат поселення | Клімат поселення | Клімат поселення | Клімат поселення | Клімат поселення | Клімат поселення | Клімат поселення | Клімат поселення | Клімат поселення | Клімат поселення | Клімат поселення |
| Показник                                      | Січ.             | Лют.             | Бер.             | Квіт.            | Трав.            | Черв.            | Лип.             | Серп.            | Вер.             | Жовт.            | Лист.            | Груд.            |                  |
| Середній максимум, °C                         | 11,87            | 10,76            | 11,80            | 16,04            | 20,40            | 25,86            | 27,59            | 27,39            | 22,66            | 19,72            | 15,30            | 11,80            |                  |
| Середня температура, °C                       | 6,19             | 5,11             | 6,12             | 10,37            | 14,73            | 20,19            | 23,31            | 23,11            | 18,36            | 15,43            | 11,02            | 7,51             |                  |
| Середній мінімум, °C                          | 0,52             | −0,57            | 0,46             | 4,70             | 9,06             | 14,51            | 19,02            | 18,80            | 14,08            | 11,12            | 6,74             | 3,20             |                  |
| Норма опадів, мм                              | 51               | 45               | 63               | 62               | 39               | 21               | 12               | 21               | 48               | 71               | 59               | 83               |                  |
| Середньомісячна швидкість вітру, м/с          | 2.15             | 2.39             | 2.44             | 2.45             | 2.20             | 2.19             | 2.50             | 2.28             | 1.92             | 2.01             | 1.94             | 1.92             |                  |
| Середньомісячна сонячна радіація, кДж/м²·день | 7087             | 9386             | 11490            | 15941            | 19807            | 22502            | 23309            | 19910            | 16337            | 11348            | 8744             | 6790             |                  |
| --------------------------------------------- | ---------------- | ---------------- | ---------------- | ---------------- | ---------------- | ---------------- | ---------------- | ---------------- | ---------------- | ---------------- | ---------------- | ---------------- | ---------------- |
| Джерело:                                      |                  |                  |                  |                  |                  |                  |                  |                  |                  |                  |                  |                  |                  |